# Судна для транспортування етилену та етану
Для обслуговування перевезень етилену створюються спеціалізовані газові танкери. Всі вони також здатні перевозити етан, оскільки температури кипіння цих речовин близькі та складають -104 та -89 відповідно. Частина суден є універсальною, тобто може транспортувати весь спектр зріджених вуглеводневих газів (ЗПГ, етилен/етан, ЗНГ). Крім того, в 2010-х роках розпочалось створення нового типу суден – надвеликих етанових танкерів.

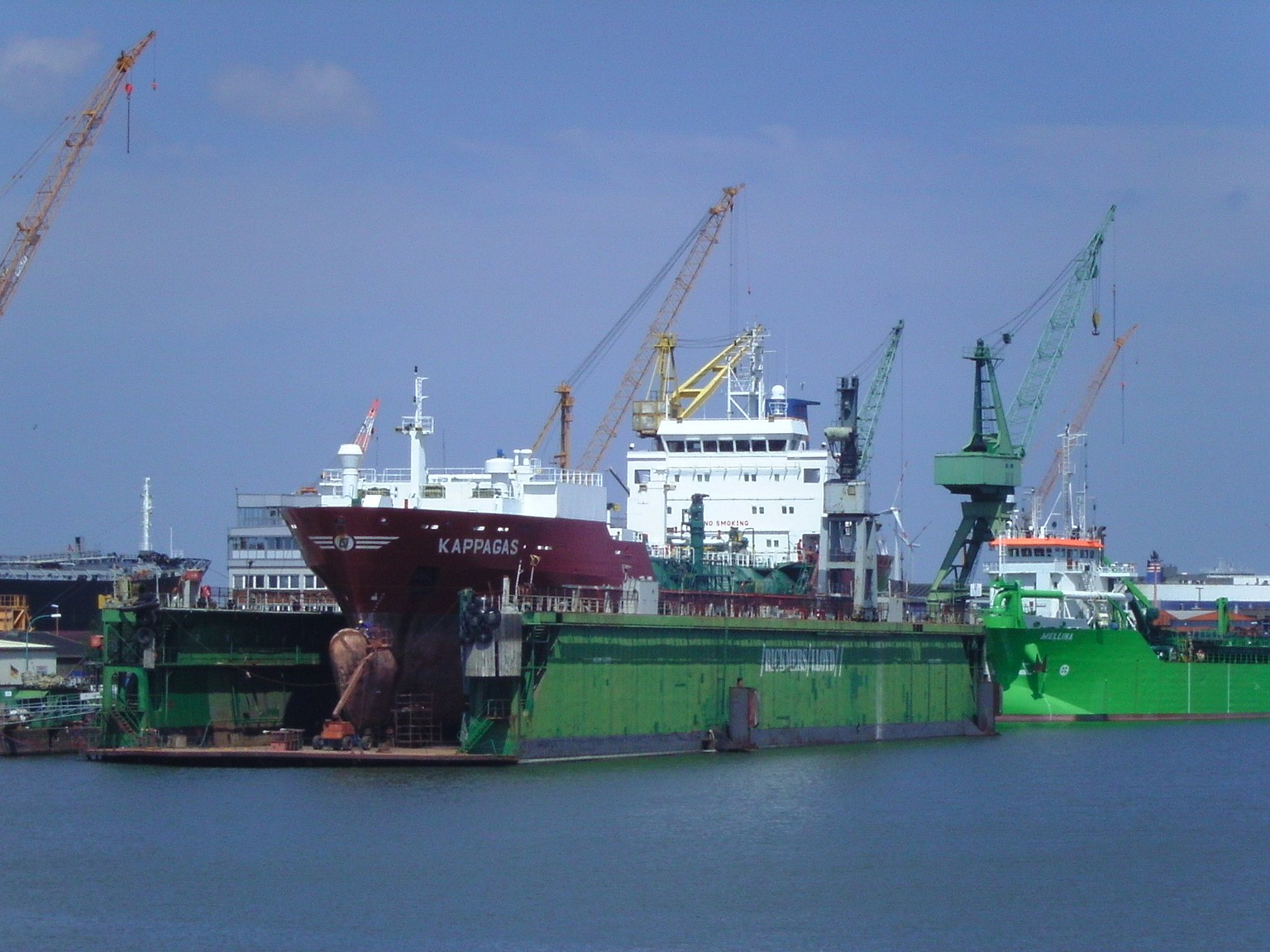
Танкер для перевезення етилену Kappagas в плавучому доці у Бремергафені

## Танкери для перевезення етилену
Початок розробок у галузі створення танкерів для перевезення етилену припав на 60-ті роки. Першим судном, що володіло такою здатністю, став збудований французькою верф`ю Ateliers et Chantiers du Havre експериментальний багатоцільовий танкер «Pithagore» із обсягом грузових танків 630 кубічних метрів, введений в дію у 1964 році. Він використовувався за призначенням до 1973-го, коли був переобладнаний на судно для транспортування риби «El Hadj Aboul Azziz Sy».
У 1966 перші етиленові танкери збудували корабели Японії, Великої Британії та Німеччини, в 1971 до них приєднались норвезькі колеги, роком пізніше італійці. Всього за перше десятиліття з моменту появи «Pithagore» завершили біля трьох десятків суден, переважно малої тоннажності – понад дві третини з них мали обсяг танків менший за 3000 кубічних метрів. 
На цьому етапі корабели активно експериментували із типом резервуарів, що найбільше підходять для транспортування етилену. Для «Pithagore» використали мембранний тип. Першим судном з циліндричним резервуаром став побудований Ishikawajima Ship & Chem танкер «Ethylene Maru No. 1» (1966), британська верф Burntisland shipyard обрала призматичні танки для своїх «Teviot» та «Traquair» (1966), використання дводольних (bilobe) започаткували німецькі корабели з верфі A.G. Weser на замовленому норвезцями «Lincoln Ellsworth» (1966). Нарешті, у 1971 та ж французька верф, що розпочала історію етиленових танкерів, випустила «Euclides» із сферичним типом вантажного танку. В підсумку, стандартними для перевезень етилену стали циліндричний та дводольний типи.
Оскільки при підвищенні тиску температура кипіння зменшується, японськими корабелами з верфі Ishikawajima було споруджено кілька експериментальних етиленових танкерів, які мали використовувати це явище – вже згаданий «Ethylene Maru No. 1» (робочі температура і тиск -30 градусів та 7 бар) і серія з  трьох суден типу «Taikasan Maru No. 1» (1970 рік, робочі температура і тиск -30 градусів та 20 бар). Проте в підсумку для перевезень етилену затвердився тип повністю рефрежированого танкеру з температурою -104.
Серед перших етиленових танкерів був також норвезький Bow Elm (1971), якому на верфі Moss Rosenberg окрім охолоджувальних потужностей надали можливість підігріву вантажу до +85 градусів, що повинно було збільшити перелік придатних для транспортування речовин.

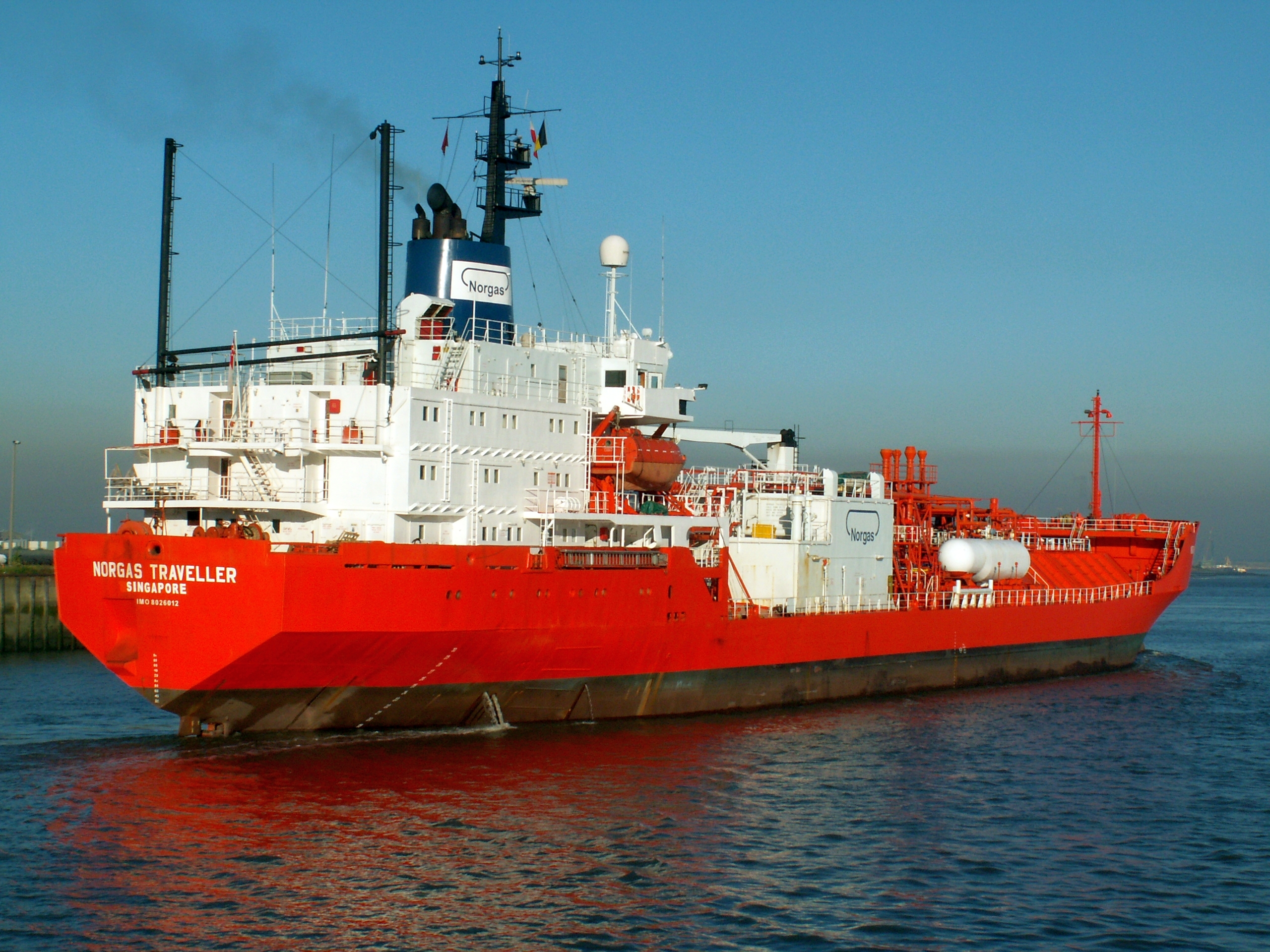
Танкер для перевезення етилену Norgas Traveller (раніше Olefine Gas), переобладнаний із суховантажного судна

Також можливо відмітити, що флот етиленових танкерів складається з суден спеціальної побудови. Втім був випадок створення такого танкеру і шляхом переобладнання. Споруджене у 1980 судно для транспортування генеральних вантажів «Beate» (потім «Crusader Point») в 1987-му було придбане німецькою Schierack Gas Eng та перетворене на етиленовий танкер «Olefine Gas», який використовувався за цим призначенням аж до відправки на злам у 2010 році.   
Станом на середину 2016 року всього в світі було побудовано не менше 235 танкерів, що здатні перевозити етилен.
| Країна          | 1960-ті | 1970-ті | 1980-ті | 1990-ті | 2000-ні | 2010-ті | Будується | Всього |
| Бельгія         |         |         | 1       |         |         |         |           | 1      |
| Бразилія        |         |         |         |         | 1       |         |           | 1      |
| В`єтнам         |         |         |         |         |         | 2       |           | 2      |
| Велика Британія | 2       | 1       |         |         |         |         |           | 3      |
| Іспанія         |         | 1       |         |         |         |         |           | 1      |
| Італія          |         | 3       | 6       | 16      | 5       |         |           | 30     |
| Китай           |         |         |         | 3       | 19      | 26      | 10        | 58     |
| Нідерланди      |         |         | 2       | 6       |         |         |           | 8      |
| Німеччина       | 1       | 6       | 11      | 6       | 6       | 2       |           | 32     |
| Норвегія        |         | 12      | 11      |         |         |         |           | 23     |
| Південна Корея  |         |         | 1       | 1       | 25      | 18      | 3         | 48     |
| Польща          |         |         |         |         | 1       | 1       |           | 2      |
| Румунія         |         |         |         |         | 8       | 3       |           | 11     |
| Туреччина       |         |         |         |         |         | 2       |           | 2      |
| Фінляндія       |         |         |         | 1       |         |         |           | 1      |
| Франція         | 2       | 3       |         |         |         |         |           | 5      |
| Японія          | 4       | 6       | 5       | 3       | 2       |         |           | 20     |
| Всього          | 9       | 32      | 37      | 36      | 67      | 54      | 13        | 248    |

Отже, у 20 столітті основними постачальниками суден для транспортування етилену були корабели Італії, Німеччини, Норвегії та Японії (щоправда, останні відмітились переважно у малотоннажному та експериментальному секторі). При цьому, спорудивши 23 газовози, норвежці в кінці 1980-х років повністю вийшли з цього сегменту.  Верфі Німеччини та Італії ще трохи попрацювали над будівництвом таких суден на початку 21 століття, проте й вони, як видається станом на 2016 рік, поступилися цим ринком новим виробникам із Східної Азії. Південна Корея активно розпочала працювати над флотом етиленовозів у 2000-х роках, і швидко перевершила досягнення всіх лідерів попереднього століття. Проте невдовзі її перегнав Китай – з 2000 по середину 2016 року китайські корабели передали замовникам 45 таких танкерів проти 43 у компаній із Південної Кореї.
Що стосується розподілу випуску суден за періодами, то з 70-х по 90-ті роки 20 століття спорудження танкерів із здатністю до перевезення етилену трималось приблизно на однаковому рівні, тоді як у наступному десятилітті кількість новобудов зросла більш ніж на 80%. Це було викликане як необхідністю заміни першого покоління суден, так і тим, що на початку 21 століття намітилась тенденція до значного зростання перевезень етилену, викликана зокрема розвитком його виробництва в регіоні Перської затоки та зростаючим попитом з боку Китаю та Індії. В цілому, світовий експорт етилену лише за період з 2004 по 2013 роки зріс більш ніж вдвічі - з 10 до понад 20 млн. тон. Тому окрім нарощування кількісного складу, почалось зростання вантажомісткості суден. 
| Об'єм. м³     | 1960-ті | 1970-ті | 1980-ті | 1990-ті | 2000-ні | 2010-ті | Будується | Всього    |
| <3000         | 8 030   | 19 008  | 6 015   | 7 303   | 1 543   |         |           | 41 899    |
| 3000 - 5000   |         | 15 643  | 42 863  | 49 354  |         | 18 710  |           | 126 570   |
| 5001 - 10000  |         | 56 082  | 114 730 | 93 343  | 371 064 | 197 524 |           | 832 743   |
| 10001 - 15000 |         | 36 176  | 75 470  | 67 234  | 50 527  | 216 772 | 36 000    | 482 179   |
| 15001 - 25000 |         |         |         |         | 244 959 | 139 000 | 216 000   | 599 959   |
| 25000+        |         | 129 776 |         |         |         |         |           | 129 776   |
| Всього        | 8 030   | 256 685 | 239 078 | 217 234 | 668 093 | 572 006 | 252 000   | 2 213 126 |

Відмітимо, що до 2000 року не споруджували етиленових танкерів із об’ємом танків більшим за 12600 кубометрів (за виключенням 4-х експериментальних багатоцільових суден у 70-х роках, розміри яких перш за все пов’язані з їх здатністю до перевезення ЗПГ). Починаючи ж з 2000-го з’явилось та знаходиться на стадії будівництва чимало танкерів із вантажомісткістю від 17000 кубометрів.

## Танкери для перевезення етану
Комплекс економічних причин тривалий період часу перешкоджав морському транспортуванню етану. Лише у 2000 році розпочались його поставки з норвезького ГПЗ у місті Karstoe до заводів в Bamble південніше Осло та в Stenungsund на західному узбережжі Швеції. Невелика відстань на цих маршрутах дозволяла задіяним тут етиленовим танкерам здійснювати круговий рейс всього за тиждень. Проте загальна потужність заводу в Karstoe доволі невелика та складає 620 тисяч тон на рік.
Також певний час невеликі обсяги етану відвантажувались із ГПЗ Teesside на східному узбережжі Великої Британії.
На початку 21 століття активний розвиток газової індустрії США внаслідок «сланцевої революції» призвів до стрімкого зростання виробництва етану. Його потенціал здатен забезпечити не лише перспективні місцеві установки з виробництва етилену, але й запропонувати обсяги для експорту - достатньо великі, щоб спробувати зробити рентабельним перевезення цього газу на великі відстані морським транспортом.  
Першими клієнтами на отримання американського етану стали крекінг-установки у регіоні Північного моря, які були колись побудовані з розрахунку на етан місцевого видобутку та стикнулись з сировинними проблемами по ходу виснаження родовищ. Для здійснення цих трансатлантичних перевезень у 2015 році розпочалось введення в дію танкерів підвищеної вантажопідйомності. Так, компанія Evergas для обслуговування хімічного гіганту INEOS замовила 8 суден з об’ємом резервуарів 27500 м³ (станом на середину 2016 чотири вже приступили до роботи). Крім того, Evergas у 2018 році очікує ще чотири танкери із збільшеною до 32000 м³ вантажомісткістю. 9 березня 2016 судно «INEOS Intrepid» вирушило у перший рейс з партією етану до норвезького порту Rafnes (завод у Bamble). 28 вересня 2016 прибула перша поставка етану до британського Grangemouth (окрім місцевого заводу INEOS буде постачати постачати інші нафтохімічні установки – власну у Fife та завод компаній Exxon Mobil/Shell у Hull). Невдовзі після цього очікувалось прибуття етану до порту Teesside для заводу компанії  SABIC.
Ще більші судна споруджуються на замовлення компанії Navigator Gas, яка зокрема збирається обслуговувати іншого нафтохімічного гіганта Borealis – 4 танкери з об’ємом резервуарів 37300 м³ (перший із них став до ладу в 2016). Третьою компанією, яка збирається стати власником етановозів подібної вантажомісткості, є норвезька Ocean Yield, яка в партнерстві з германською Hartmann замовила на верфі Nantong Sinopacific три судна вантажомісткістю 36000 м³. Втім, фінансові проблемі верфі змусили у жовтні 2016 скасувати одне із замовлень, тоді як поставка двох інших очікувалась до середини 2017 року.
Значно більший потенціал очікують від поставок етану до масштабних ринків Індії та Китаю, де активно зростає споживання поліетилену. Спеціально для цих перевезень створюється новий клас суден – надвеликі етанові танкери (Very Large Ethane Carrier, VLEG), місткість яких перевищує 80000 м3.
Індійський нафтохімічний гігант Reliance Group збирається самостійно обслуговувати поставки для своїх потреб, для чого у 2014 році на верфі Samsung Heavy Industries біло замовлено 6 суден вантажомісткістю 87000 м3. Виконання замовлення очікувалось у 2016-2017 роках. Для суден були обрані танки мембранного типу, що широко використовуються на суднах для транспортування ЗПГ. 27 жовтня 2016 на верфі відбулась урочиста церемонія відносно перших двох суден, що отримали назви "Ethane Crystal" та "Ethane Emerald".
Ще п’ять надвеликих етанових танкерів вантажомісткістю 85000 – 86000 м³ (за різними джерелами) у тому ж 2014 році замовило спільне підприємство United Ethane Carriers, створене французьким судноплавним холдингом Jaccar та німецькою Hartmann Group, які є одними з провідних гравців на ринку перевезень етилену. Для суден обрали новий тип танків – тридольний, а будівництво повинно була здійснити китайська верф Sinopacific. Втім, остання станом на 2016 рік мала значні фінансові проблеми, які призвели до скасування низки інших замовлень, а щодо надвеликих етанових танкерів від цього суднобудівника станом на весну 2018 не було жодних нових звісток.
Втім, питання масштабних поставок етану до Китаю потребувало свого вирішення. Наприкінці 2017-го британська нафтохімічна компанія INEOS, котра вже активно займалась трансатлантичними поставками цього газу, замовила спорудження найбільшого на той момент етанового танкеру вантажомісткістю 95000 м3. Його повинні спорудити в Китаї під наглядом нещодавного згаданого холдингу Jaccar зі строком здачі у 2019-му.

## Універсальні газові танкери
Ідея створення танкерів, які могли б перевозити одразу весь спектр зріджених газів – ЗПГ, етан/етилен (ЗЕГ), ЗНГ – виникла ще у 60-х роках. Перший експериментальний етиленовий танкер «Pithagore» (1964 рік) був спроектований саме з таким розрахунком, але здійснив лише 2 рейси із ЗПГ.

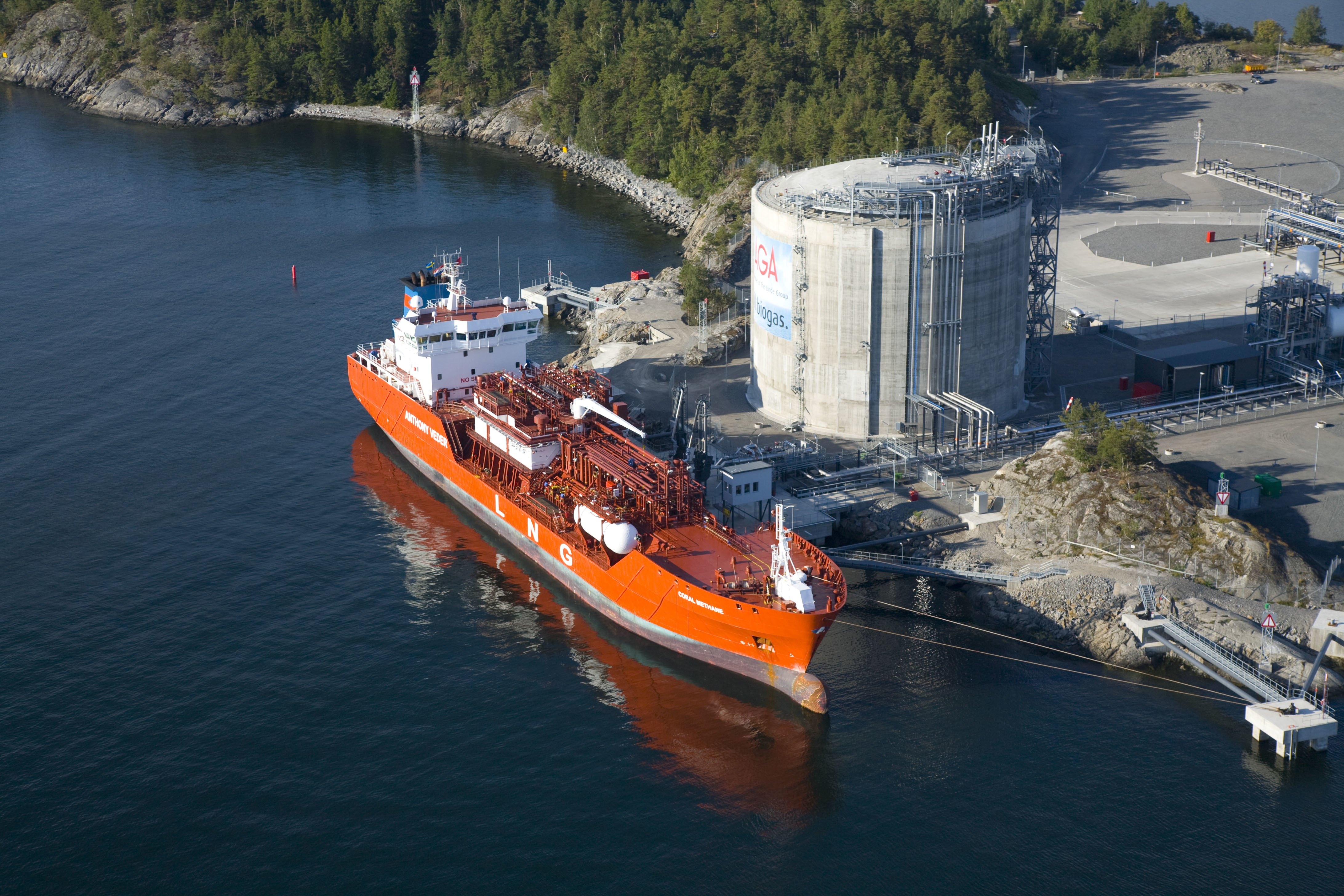
Багатоцільовий газовий танкер Coral Methane на терміналі ЗПГ в Нінасхамн

Друге судно тієї ж верфі «Euclides» (1971) так само відносилось до багатоцільових, втім кількість його рейсів з вантажем зрідженого природного газу виявилась не набагато більшою - 14. Практично у той же період (1971-1974) німецька Brand Werft створила серію із 5 багатоцільових танкерів невеликої вантажоємності 2420 м³. Вони надійшли у флот британської Gibson Gas Tankers та німецької Heinrich Schulte, але аж до самого свого списання на початку 21 століття перевозили лише етилен та зріджений нафтовий газ.
Причиною невдачі подібних газовозів був стан тодішнього світового ринку ЗПГ, коли відсутність попиту на малі партії цього товару робила їх неконкурентоздатними в порівнянні із спеціалізованими танкерами великої місткості.
В той же час, але із прямо протилежних причин, зазнали невдач спроби створити багатоцільовий танкер із більш значним об'ємом резервуарів. У 1973-1974 норвезька верф Moss Rosenberg спорудила два однотипні газовози «Venator» та «Lucian» вантажомісткістю 29388 м³. Роком пізніше так само два однотипні судна «Kenai Multina» та «Montana» (по 35500 м³) вийшли з французької верфі C.N.I.M. La Seyne. Ці газовози тривалий період рахувались найбільшими серед суден для перевезення етилену, проте насправді в той період у світі ще не було відповідного вантажопотоку.
Надалі спроби створення багатоцільових газовозів практично припинились на кілька десятиліть – в цей період можна ще згадати споруджений у 1977 році іспанський  танкер «Sant Jordi» та побудований у середині 80-х японською верф'ю Imamura Zosensho експериментальний газовоз «Kayoh Maru» із призматичним танком типу В.
Наступний раз до універсальних газових танкерів спробували звернутись в кінці 2000-х років, коли почало поширюватись використання ЗПГ як екологічно чистого палива, перш за все для бункерування суден. Як наслідок, з`являється попит на транспортування малих партій ЗПГ. Першим таке судно («Coral Methane») отримала у 2009 році від польської верфі Gdanska Remontowa компанія з Нідерландів Anthony Veder. Через кілька років вона доповнила його ще одним багатоцільовим газовозом, проте тепер вже китайської побудови («Coral Anthelia»). Обидва вони відносились до суден із вантажомісткістю менше 10000 м³.
Норвезький пул Norgas у партнерстві з американською фінансовою групою GATX замовив (та отримав у 2010-2011 роках) одразу 6 універсальних танкерів вантажомісткістю 10-12 тисяч м³. У своєму звіті за 2015 рік власник Norgas компанія Skaugen відзначала успішну експлуатацію багатоцільових газовозів, перш за все завдяки попиту на малі поставки ЗПГ для потреб транспортної галузі.
Ще більш масштабний флот універсальних газових танкерів створює данська Evergas, яка замовила 8 однотипних суден класу Dragon вантажомісткістю 27500 м³ (з 2015 почалось їх введення в експлуатацію). У перші роки вони призначаються для обслуговування поставок етану із США до Європи, але після надходження у 2018-му додаткових етановозів частина універсальних танкерів Evergas буде переведена на роботу із ЗПГ.

## Перелік суден для транспортування етилену та етану
Станом на осінь 2016 року для перевезень етилену та етану у світі було споруджено або замовлено не менше 285 суден, в тому числі 30 що мають спеціалізуватись у перевезеннях саме етану. 
Із них 8 замовлень скасовано через нездатність верфі виконати свої зобов`язання, в тому числі 1 відносно судна, що має спеціалізуватись на етані.
Завершено спорудженням не менше 240 одиниць, в тому числі 5 що мають спеціалізуватись на етані.

## Компанії, що займаються перевезеннями етилену та етану
Найбільш активними гравцями на ринку перевезень етилену та етану виступають компанії з Норвегії, Данії, Німеччини, Нідерландів, Італії, які розпочали діяльність у цьому сегменті ще в 20 столітті, а також деякі нові учасники, такі як Navigator Gas (зареєстрована в Лондоні, належить американським інвесторам) та Reliance Industries (індійська нафтохімічна корпорація, що створює найбільший флот надвеликих етиленових танкерів).